# الديدة
قرية الديدة وهي قرية تتبع مدينة اللطيفية وتقع في محافظة بغداد وسط العراق.